# Das türkische Bad
Das türkische Bad (französischer Originaltitel: Le Bain turc) ist ein Gemälde von Jean-Auguste-Dominique Ingres, das er Ende der 1850er Jahre begann und in Überarbeitung 1862 fertigstellte. Es gehört zu seinem Spätwerk und zeigt etwa 20 nackte Frauen aus einem orientalischen Harem, die sich in einem türkischen Bad entspannen und sich bei Musik und Kaffee auf Sofas vergnügen. Das Bild gehört zur Sammlung des Pariser Louvre und befindet sich im Pavillon Sully, 2. Etage, Saal 940.

## Beschreibung und Deutung
Das Bild mit den Maßen 108 × 110 cm hatte ursprünglich ein rechteckiges Format, wurde aber von Ingres zu einem Rundbild (Tondo) umgearbeitet. 1862 signierte es Ingres mit dem Schriftzug „J. Ingres Pinxt. MDCCCLXII Aetatis LXXXII“. Es zeigt etwas über 20 nackte Frauen, meist mit Schmuck, der die Nacktheit etwas relativiert, die sich in einem orientalisch anmutenden Interieur befinden, das um ein Wasserbecken herum angeordnet ist. Eine Frau im Hintergrund tanzt zur Musik einer anderen vorn in Rückenansicht, die eine Art Laute, einen sogenannten Tchégour spielt. Zwei Frauen liebkosen sich, was als eine erotische Anspielung aufgefasst werden kann. Andere räkeln sich, dösen oder liegen gelangweilt auf Sofas. Bedient wird die Gruppe von teils dunkelhäutigen Mädchen, die Kaffee servieren und Düfte und Gewürze kredenzen.
Die Frauenfiguren lassen sich in zwei Gruppen aufteilen, Hintergrund- und Vordergrundfiguren. Die im Vordergrund, in etwas hellerem Licht, befindlichen Personen sind nicht immer anatomisch ganz genau dargestellt. Hier sitzt an zentraler Stelle die malerisch hervorgehobene Musikerin. Sie ist die gleiche Person, die in gleicher Rückenansicht in Ingres’ bekanntem Gemälde La Baigneuse de Valpinçon (im Louvre) in einer Monumentalisierung der Figur erscheint. Ebenfalls im Vordergrund befinden sich das zärtliche Pärchen und zwei Personen, die davon keine Notiz nehmen. Die Form der Figuren in ihrer Anordnung und Komposition haben den Charakter menschlicher Arabesken. Die gedämpfte Lichtführung des Gemäldes unterstreicht die Linienführung der Frauenkörper, soll deren Modellierung abschwächen, aber die Oberfläche der hellen Haut herausstellen. Die Komposition beruht, ganz im Zeitgeist der Verklärung antiker Schönheit, auf dem Goldenen Schnitt.
Das Gemälde stellt in der Zeit, als der Traum vom Orient in der französischen Gesellschaft weit verbreitet war, eine Verbindung von europäischer Aktmalerei und der Sehnsucht nach dem Orient dar. In Ingres’ Werk finden sich viele Bilder zu diesem Thema. Der Künstler hat sich damit 50 Jahre beschäftigt, und dieses nach damaligen Normen freizügige Bild stellt den Höhepunkt seines späten Schaffens dar, in dem er noch einmal seine früheren Werke ausgiebig zitierte. Ingres wählte, wie sein Vorbild Raffael für religiöse Motive, den Tondo als Bilderrahmen. Er vergrößerte aber auch die Leinwand, zog sie auf Holzbretter auf, veränderte und ergänzte bis zu seiner Signatur 1862 noch Details, so beispielsweise die im Hintergrund halb im Wasser liegende Figur.

## Geschichte und Hintergrund

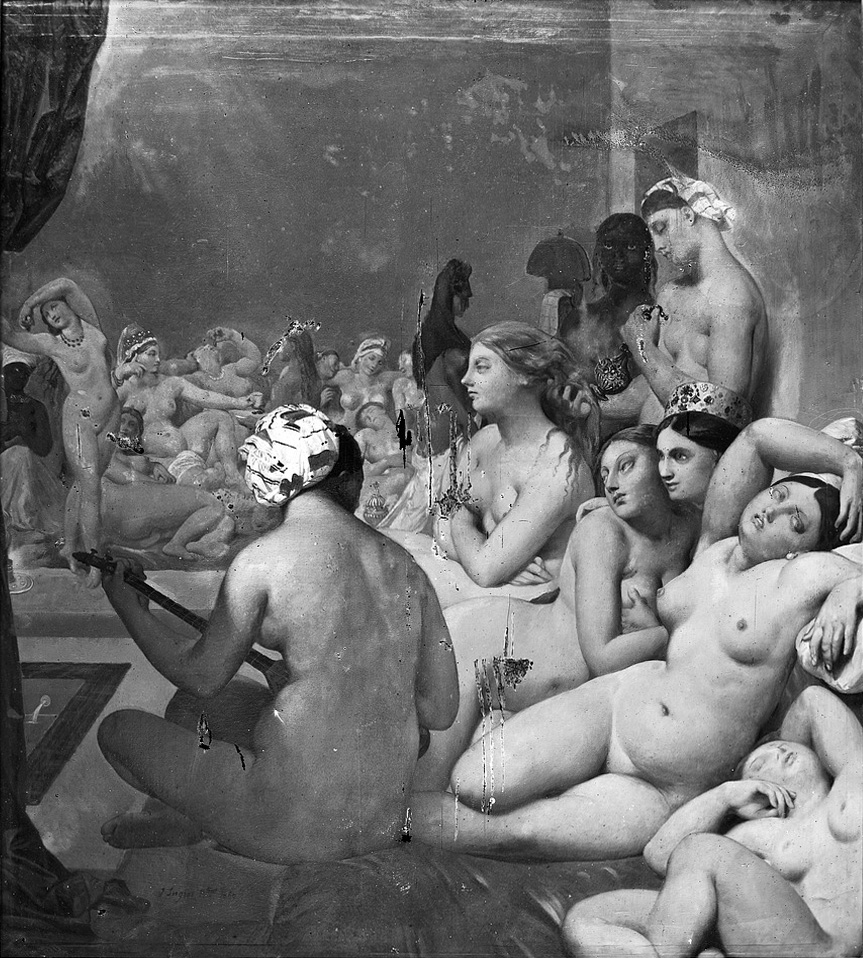
Fotografie der ersten rechteckigen Version von Charles Marville, 1859

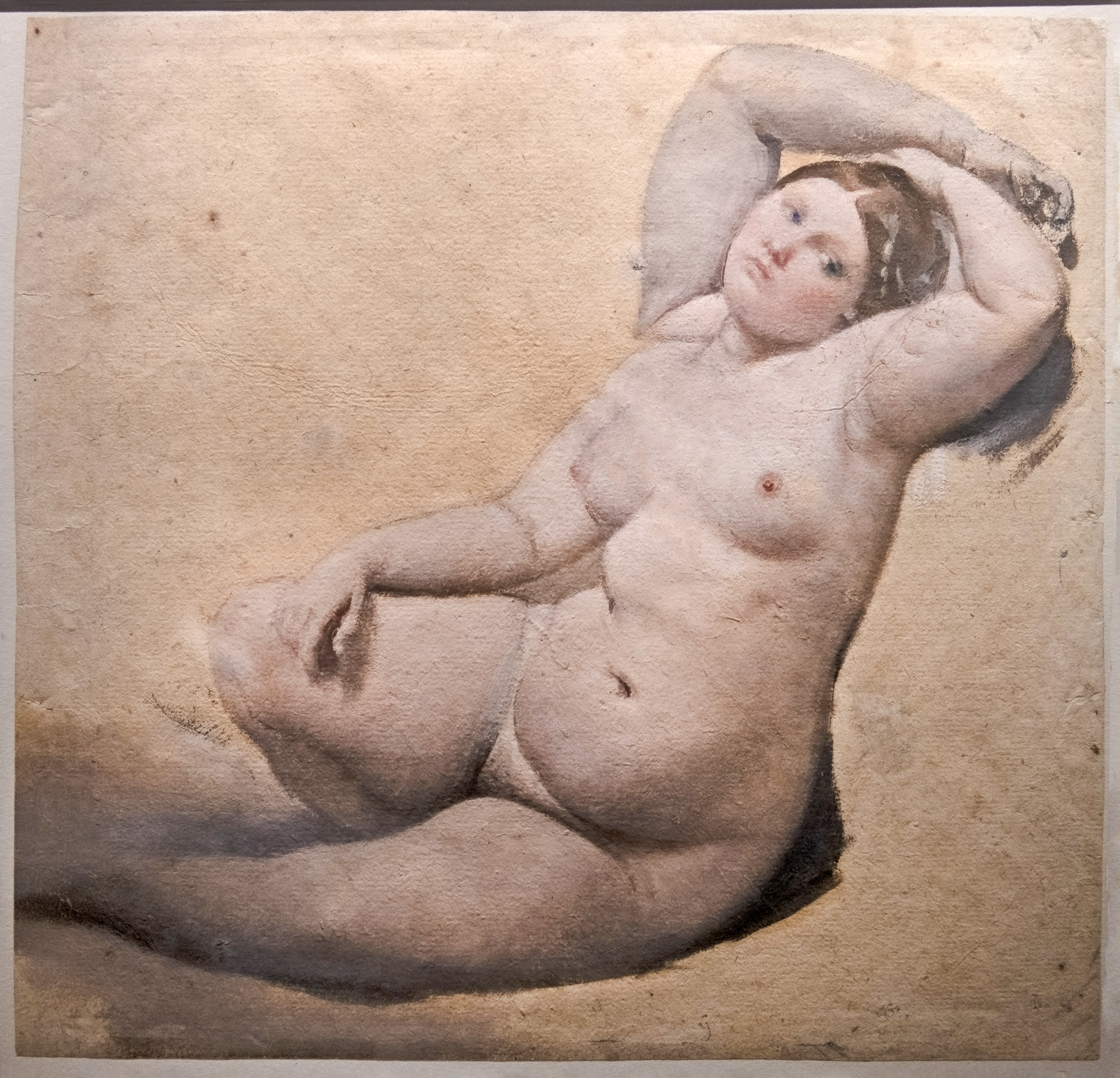
Studie von Ingres für sein türkisches Bad; die Frau im Vordergrund rechts hat drei Arme (Öl auf Papier)

Inspiriert wurde der Maler, der nie im Orient war, von den Briefen und Berichten der Mary Wortley Montagu, die zwischen 1716 und 1718 die Gelegenheit hatte, ein Frauenbad in Adrianopel (heute Edirne) zu besuchen, und von Berichten über die Bäder des Serail von Mohammed. Ingres wiederholte in diesem Gemälde viele seiner früheren Aktmalereien, die er zu dieser Komposition neu arrangierte. Darunter sind seine bekannten Werke wie La baigneuse, dite Valpinçon, ein Rückenakt von 1808, La petite baigneuse, ebenfalls eine Rückenansicht (1828), und La Grande Odalisque, ein Frauenkörper mit Dreiviertelprofil als Odaliske, den Betrachter anblickend, von 1814.
Offenbar wurde bereits 1848 oder 1852 bei Ingres eine Haremszene von Anatole Demidoff di San Donato bestellt, aber gekauft hat es schließlich Prinz Napoléon Joseph Charles Paul Bonaparte, ein Cousin des späteren Kaisers Napoléon III. Die erste Version des Auftragsbildes stellte Ingres 1859 in rechteckigem Format fertig und ließ es an den Prinzen liefern, der es aber, wahrscheinlich aufgrund der Intervention seiner schockierten Ehefrau Clotilde, bald wieder zurückgab und im Tausch ein frühes Selbstporträt von Ingres erhielt. Nach der Überarbeitung zu einem Tondo und Ergänzungen mit weiteren Details wie eine weitere Figur, Ornamenten, Lichtführung, kam es an den türkischen Diplomaten und Kunstsammler Halil Şerif Pascha, der auch Erotika sammelte, für 32.000 Francs. Versteckt in seiner Privatsammlung blieb das Bild unbekannt und verursachte auch später keinen Skandal, wie beispielsweise Manets Bild Das Frühstück im Grünen von 1863, das kurz nach der Fertigstellung öffentlich gezeigt wurde. Es kam dann in die Sammlung von Constant Say, dann zum Prince Amédée de Broglie. Dieses letzte Meisterwerk aus dem Spätwerk Ingres’ wurde erst lange nach seinem Tod öffentlich gezeigt, und zwar anlässlich einer Ingres-Retrospektive im Pariser Salon d’Automne von 1905. Die Société des Amis du Louvre schlug es als Geschenk, finanziert von dem Industriellen, Kunstsammler und Mäzen Maurice Fenaille, für den Louvre vor, doch das Direktorium lehnte das Werk zweimal ab. Erst als die Münchner Staatsgemäldesammlungen ihr Interesse bekundeten, nahm der Louvre 1911 das Geschenk an.

## Rezeption
Der französische Psychiater Maxime Laignel-Lavastine (1875–1953) diagnostizierte den Figuren des Bildes, immerhin der Lieblingsfrauentyp des Malers, eine Unterfunktion der Schilddrüse, die die vollen Formen der Frauenkörper verursachen würden. Die Folgen seien „sehr starker Hals, passive Sanftmut eines Gesichts mit vollen Wangen, dicken Lippen, große Samtaugen ohne Glanz, sehr runde und dicke Arme, ganz in Fleisch eingebettete Schultern.“ Bei der Frau ganz vorne rechts soll es sich um Ingres’ Ehefrau Madeleine handeln, die er 1818 skizzierte. Manche Kritiker griffen zu drastischen Metaphern, um die Darstellung der Frauen zu missbilligen. Auch Paul Claudel (1868–1955) nahm sich da nicht aus. Doch es gab auch Bewunderer. Anlässlich der Ausstellung des Bildes im Pariser Herbstsalon 1905 fanden Picasso und andere moderne Künstler das Motiv der nackten Frauen im Bad offenbar beeindruckend. Edgar Degas wollte es sogar auf der nächsten Weltausstellung präsentieren.
In der Zeitschrift Die Kunst schrieb 1911 der deutsche Kunsthistoriker Albert Dreyfus (1876–1945) über Ingres und dieses Werk:

„‚Das türkische Bad‘ […] ist wie eine letzte krönende Ausgestaltung seiner Jugendbilder, der ‚Badenden‘ von 1806 und 1808. Hier ist das Problem abschließend gelöst, das ihn sein ganzes Leben beschäftigte: Antike Ruhe in orientalischem Gewand. Alle Badenden- und Odaliskenbilder sind wie Vorstudien zu dem Bild, das er in höchstem Alter malte. Das türkische Bad besitzt die weiche gliederentspannende Atmosphäre, die er braucht, um zum vollen Genuß der Frauenschönheit zu gelangen.“

## Ausstellungen (Auswahl)
- 1905: Anlässlich der Ingres-Retrospektive im Pariser Salon d’Automne
- 28. April bis 21. Juli 1997: Im Louvre in Paris
- 5. Februar bis 31. Mai 2009: Ingres et les Modernes im Musée national des Beaux-arts in Québec
- 3. Juli bis 4. Oktober 2009: Ingres et les Modernes im Musée Ingres, Montauban